# Ekusute
Exte (エクステ, Ekusute) és una pel·lícula de terror sobrenatural japonesa del 2007 escrita i dirigida per Sion Sono, i protagonitzada per Chiaki Kuriyama, Ren Osugi i  Megumi Sato. El títol és un argot japonès que escurça la romanització del terme anglès "extensió" d' "extensió del cabell".
La trama implica un aspirant a perruquer (Kuriyama) que es converteix en l'enamorament d'un home tricofílic que ven extensions de cabell a perruqueries properes. La font dels cabells és el cadàver robat d'una noia al cadàver de la qual segueix creixent un cabell negre bell i voluminós que cobra vida, tornant bojos o matant-los a qui utilitzen les extensions. La pel·lícula es va estrenar als EUA. com Exte: Hair Extensions.

## Argument
Dins d'un contenidor d'enviament, els agents de duanes descobreixen una gran quantitat de cabells humans utilitzats com a materials per a les extensions de cabells, juntament amb el cos d'una noia amb el cap rapat. El cadàver és transportat a la morgue, on es descobreix que els òrgans interns de la noia han estat recollits per traficants il·legals d'òrgans. El vigilant nocturn de la morgue, un tricòfil anomenat Yamazaki (Ren Osugi), està enamorat dels cabells de la noia i roba el cos. Ell descobreix que el cos ha començat a fer créixer el pèl a tot arreu, no sols a tots els porus, sinó a les zones que no haurien de tenir pèl: el cap, les orbites buides dels ulls, la llengua i les ferides obertes. Un Yamazaki encantat recull el cabell per fer extensions de cabell per vendre. No obstant això, el cabell controla i mata als qui els porten, fent que experimentin els records moribunds de la noia morta, inclòs l'últim que va veure a la taula d'operacions: la boca somrient de l'home que la va matar, sense que Yamazaki ho sabés.
Yuko (Chiaki Kuriyama) és una jove aprenenta de perruqueria en un saló local. La seva irresponsable germana gran, Kiyomi (Tsugumi), deixa la seva filla de vuit anys, Mami, a Yuko i la seva companya de pis Yuki (Megumi Satō). Per casualitat, la Yamazaki es troba amb la Yuko i la Mami i troba els seus cabells bonics. L'endemà ve al saló de la Yuko amb les seves extensions de cabell, que els seus companys de feina estan impressionats. Aquella nit, la Kondo, una de les companyes de feina de la Yuko, mor quan el cabell comença a brotar-li dels ulls, el cap i la boca. Es revela a través d'un flashback que els seus segrestadors van afaitar el cap de la noia morta abans del seu assassinat. Mentrestant, la Yuko i la Yuki es neguen a tornar la Mami a Kiyomi a causa del maltractament del seu nen. Kiyomi torna mentre estan fora i arrossega la Mami de tornada a casa del seu xicot, emportant-se algunes de les extensions de cabell amb ella. Després que la Mami estigui tancada en un armari, les extensions maten Kiyomi i el seu xicot. La Mami s'escapa dels cabells saltant per la finestra i es lesiona.
Més tard, la Yuko utilitza la Mami com a model en un taller de perruqueria i li posa una de les extensions de cabell de la Yamazaki al cabell, i deixa que la Mami es quedi amb les extensions mentre torna a casa. Aleshores, el taller és interromput pels detectius que investiguen la mort d'en Kondo. La Yuko s'adona que les extensions de cabell són el factor d'enllaç en les morts i les curses a casa per salvar la Mami. Yuki és estrangulada fins a la mort pels cabells i la Mami es desmaia. Yuko arriba a l'apartament ple de cabells, però és ofegat inconscient pels cabells. Arriba Yamazaki i ordena als cabells que perdi la Mami i la Yuko. Els porta de tornada a la seva casa coberta de cabells. Allà, descobreix els detectius atrapats als cabells, que van escorcollar casa seva a causa de les morts. Els mata quan Yuko es desperta.
Yamazaki explica que s'ha assabentat que els cabells de la noia no paraven de créixer per mantenir el seu rancor contra la societat. Desitja que la Mami i la Yuko es quedin amb ell i el cadàver per sempre. Yuko el rebutja; Yamazaki, enfurismat, permet que el cabell el posseeixi; la seva llengua es torna peluda i la seva sang i les seves extremitats se substitueixen per pèl. Enfadat, talla part dels cabells de la Mami, que comença a sagnar. La sang i el somriure de Yamazaki fan que el cadàver l'associï amb l'home que la va matar i ella de sobte s'asseu i el talla a trossos amb brins de cabell mentre la Yuko i la Mami escapen. El seu rancor satisfet, els cabells desapareixen i el cos de la noia torna a la normalitat, finalment en pau. La Yuko li demana a la Mami que visqui amb ella permanentment, cosa que la Mami accepta amb alegria.

## Repartiment
- Chiaki Kuriyama - Yuko Mizushima
- Ren Osugi - Gunji Yamazaki
- Megumi Sato - Yuki Morita
- Tsugumi - Kiyomi Mizushima
- Eri Machimoto - Sachi Koda
- Yuna Natsuo - Kondo
- Miku Sato - Mami Mizushima
- Mirai Yamamoto - Kayo Sugimura
- Mayu Sakuma - Noia calba estrangera

## Producció
Mayu Sakuma, que va interpretar la noia estrangera, en realitat es va afaitar el cap a la pantalla per al paper.